# Sân bay quốc tế La Isabela
Sân bay quốc tế La Isabela (IATA: JBQ, ICAO: MDJB) là một sân bay tại Cộng hòa Dominica. Sân bay này được khai trương tháng 2 năm 2006 để thay thế cho Sân bay quốc tế Herrera. Chuyến bay đầu tiên tới đây là của hãng Caribair từ Port au Prince, Haiti.
Sân bay này được kết nối với quần đảo Caribê.

## Các hãng hàng không và các tuyến bay
- Aerolineas Mas (Santiago, Samana-Arroyo Barril, Barahona, Montecristi, Constanza, La Romana, Cabo Rojo, Punta Cana)
- Air Century (Antigua, Barahona, Bridgetown, Constanza, Habana, Fort Lauderdale, Santiago (DR), Miami, Nassau, Holguin, St. Maarten, Providenciales, Varadero)
- Caribair (Aruba, Antigua, Constanza, Barahona, La Romana, Port-au-Prince, Puerto Plata, Punta Cana, Samana, Santiago (DR), Santiago de Cuba, Aguadilla [Charter], Montego Bay)
- Fly Tortuga (Punta Cana)
- M&N Aviation (San Juan [seasonal])
- Servicios Aereos Profesionales (Santiago, Montego Bay, Habana, Varadero, Santiago de Cuba, Cayo Coco, Grand Cayman, Tórtola, Barbados, St. Marteen, Martinique, Antigua, Aruba, Curaçao, Cancún, Caracas, Isla Margarita, Bogotá, Miami, San Juan (PR), Aguadilla) [Charter service], Samana-Arroyo Barril, Punta Cana)
- Pan Am World Airways Dominicana (San Juan [chính phủ chưa duyệt]
- VolAir (Aruba, Cap-Haïtien, Port-au-Prince, Santiago (DR))